# Mahdi Salem
Mahdi Salem Saeedan H. Al-Mejaba (arabisch مهدي سالم, DMG Mahdī Sālim; * 4. April 2004 in Doha) ist ein katarischer Fußballspieler.

## Karriere

### Verein
Aus der Reserve des al-Sadd SC kommend, ging er zur Saison 2021/22 in deren erste Mannschaft über. Seit August 2023 steht er beim al-Shamal SC unter Vertrag.

### Nationalmannschaft
Sein Debüt in der katarischen A-Nationalmannschaft, hatte er am 2. Juli 2023 beim 1:0-Gruppenspielsieg über Mexiko während des CONCACAF Gold Cup 2023, wo er in der 78. Minute für Hazem Shehata eingewechselt wurde. Danach kam er auch bei der 0:4-Viertelfinalniederlage gegen Panama zum Einsatz.